# Airalo
Airalo是一个eSIM供应商，主要为旅行者提供即时上网服务。

## 公司历史
Airalo 是一家总部位于美国的初创公司，由 Abraham Burak 和 Bahadir Ozdemir 于 2019 年创立。。
2019 年，Airalo 获得了来自Antler和紅杉資本（Sequoia Capital）印度种子基金 Surge 的 190 万美元种子资金。2021 年，它获得了 500 万美元的 A 轮融资。e& Capital 是 e&（阿联酋电信运营商 Etisalat）的风险投资部门，领投了本轮融资，参与本轮融资的有初创企业 "发电机 "Antler Elevate、自由全球（Liberty Global）等。
截至2024年3月31日，其服务覆盖範圍達全球200多个国家和地区，用户約1000多万。应用程序在App Store和Google Play Store上架，提供53种语言版本。